# ツイン・シスター
ツイン・シスター（Twin Sister）はアメリカのバンド。

## 概要
ロングアイランドで結成。彼らの音楽はチルウェーブ、インディーポップ、ドリーム・ポップ、ディスコなどと形容されてきた。彼らが比較されたのはコクトー・ツインズやポーティスヘッド。彼らがツアーしたのは米国と欧州。これまでにリリースしているのは三枚のEPと一枚のLP。
最近のヒップホップのヒット『レシピ』（ケンドリック・ラマーとドクター・ドレー）（スクープ・デビル制作）はTwin Sisterの歌『Meet the Frownies』をサンプリングしてある。
ボーカルのアンドレア・エステラはキャリー役で映画『ヴェロニカ・マーズ』（2014年）に出演。

## メンバー
- アンドレア・エステラ（Andrea Estella）- ボーカル
- エリック・カルドナ（Eric Cardona）- ギター、ボーカル
- ベーシスト・ゲイブ・ダミコ（Gabe D'Amico）- ベース、ボーカル
- グプタ（Dev Gupta）- キーボード
- ブライアン・ウジュエタ（Bryan Ujueta）- ドラム

バンドの平均年齢は2010年9月の時点で22だった。

## ディスコグラフィ

### スタジオ・アルバム
- In Heaven (2011年9月27日)

### EP
- Vampires With Dreaming Kids (2008)
- Color Your Life (March, 2010)
- Split (2011)

## 参照
1. ↑  http://www.hollywoodreporter.com/live-feed/leighton-meester-unavailable-veronica-mars-585233
2. ↑  Caramanica, Jon, "In the Wee, Steamy Hours, a Wash of Languorous Pop", The New York Times, May 30, 2010

### 参考
- New York Times review of a May 30, 2010 concert in Williamsburg, Brooklyn
- BBC Review of Vampires With Dreaming Kids / Color Your Life
- Contact Music review of Vampires With Dreaming Kids / Color Your Life
- Drowned In Sound review of Vampires With Dreaming Kids / Color Your Life
- QRO Magazine review of Color Your Life
- Indiescreent review of Color Your Life
- Pitchfork review of Color Your Life